# Juan Cruz Gill

Juan Cruz Gill, né le 18 juillet 1983 à Villa María, est un footballeur argentin.

## Palmarès
- Champion de Malte en 2016 et 2018